# Elica és Sztojan
Elica és Sztojan (bolgárul: Елица & Стоян) egy bolgár zenei duó, akik Bulgáriát képviselték a 2007-es és a 2013-as Eurovíziós Dalfesztiválon.
Elica és Sztojan 2003-ban találkoztak először. 2007-ben közösen megnyerték a Peszen na Eurovizija 2007 nevű eurovíziós nemzeti döntőt, így ők képviselhették hazájukat az európai megmérettetésen. A Voda (Water) (magyarul: Víz) című dal a legjobb bolgár eredményt vitte haza. A fesztiválok történelmében eddig először és utoljára ebben az évben jutottak be a döntőbe, ahol az előkelő ötödik helyet szerezte meg magának a népzenei duó. A versenyt követően jelentették meg második kislemezüket, amely az Earth (magyarul: Föld) címet viselte.
2013. február 10-én bejelentette a BNT, a bolgár közszolgálati televízió, hogy ismét Elica és Sztojan képviseli Bulgáriát a dalfesztiválon. 2013. március 3-án rendeztek egy nemzeti döntőt, ahol a duó három dalt énekelt, melyek közül a zsűri és a közönség közös döntése alapján választották ki a győztest. A műsorban összesítésben a Kiszmet (magyarul: Sors) című dal végzett az első helyen, melyet végül 2013. március 11-én visszaléptetett a közszolgálati televízió szerzői jogok miatt, így a második helyezett Szamo sampioni (Only Champions) (magyarul: Csak győztesek) című dalt delegálták Malmőbe.

## Diszkográfia
- Voda (Water) (2007)
- Earth (2007)
- Kiszmet (2013)
- Szamo sampioni (Only Champions) (2013)
- Dzupaj libe boszo (2013)

## Fordítás
Ez a szócikk részben vagy egészben  az   Elitsa & Stoyan című angol Wikipédia-szócikk fordításán alapul.  Az eredeti cikk szerkesztőit annak laptörténete sorolja fel. Ez a jelzés csupán a megfogalmazás eredetét és a szerzői jogokat jelzi, nem szolgál a cikkben szereplő információk forrásmegjelöléseként.